# Poro-genootschap

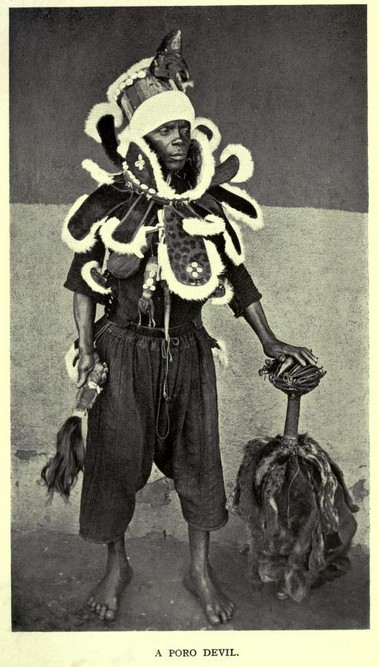
een "Poro-duivel"

Het Poro-genootschap is een geheim genootschap in Sierra Leone. Zij werkte als een regeringswerktuig en bemoeide zich met de meeste aspecten van het openbare leven. De leden konden beslissen over oorlog en vrede, uitoefening van de rechtspraak, het uitvoeren van straffen, de marktprijs van producten en de organisatie van openbare festiviteiten. De raden van de Poro vormden de controle en tegenwicht van de macht van de chiefs en de koningen. Zij onderzochten misdaden en boosaardige tovenarij. Ook regelden zij kwesties met buurgemeenschappen. De leden van het genootschap wedijverden soms met elkaar om de juiste rangindeling van het lidmaatschap. Van grote invloed hierbij was de materiële welstand en de ouderdom. 
Om lid te worden was een training nodig voor de jonge pubers. De meisjes deden deze training in een apart vrouwengenootschap, de Sande. Jongens en meisjes moesten bepaalde kwellingen doorstaan om te begrijpen dat ze de regels van de wet en de gewoonte in acht moesten nemen. Ze trainden daarbij hun zelfbeheersing en leerden dat ze de ouderen zonder vragen altijd moesten gehoorzamen. Parapsychische diagnose en behandeling speelde hierbij een rol evenals het gebruik van geneeskrachtige stoffen. Uiteindelijk werden de jongeren lid als junioren. Daarbij hadden zij nog geen zeggenschap. 
Bij elke trede in het genootschap moest worden betaald, waardoor alleen een zeer rijk man op leeftijd kon opklimmen tot de hogere rangen.  
Het gezag van dit genootschap verenigde geestelijke en gespecialiseerde kennis. De Britse historicus Basil Davidson vergeleek dit met de rol die de middeleeuwse kerk speelde in Europa.
Toen de oceaanhandel begon met Europese handelaren, bood het genootschap een sterk stelsel om zich te handhaven. Maar gedurende het koloniale tijdperk nam de invloed van het genootschap af. Het is zeer waarschijnlijk dat het nu nog steeds invloed uitoefent.